# 白井健三
白井健三（日语：しらい けんぞう，1996年8月24日—）是一位日本體操選手，強項是自由體操與跳馬。

## 生涯
1996年8月24日、白井健三出生於神奈川縣橫濱市。兄弟2人都是體操選手、自己從3歳開始學習體操。
小學3年級時，白井健三開始認真學習體操技術。
2011年，橫濱市立寺尾中学3年級時，白井健三參加全日本體操錦標賽個人項目、於自由體操獲得第2名。
2012年，白井健三進入神奈川縣立岸根高等学校。當年，他參加中國福建省莆田市舉行第5回亞洲競技體操錦標賽，於自由體操獲得金牌。
2013年10月，白井健三於2013年世界競技體操錦標賽中自由體操演出新技巧「後空翻四轉體」、跳馬成功演出新技巧「尤爾辛科伸身三轉體」，國際体操聯盟以白井健三加以命名。10月5日，白井健三獲得世界競技體操錦標賽自由體操金牌。
在2016年里约奥运会上，赢得体操男子团体金牌、男子跳马铜牌。

## 外部連結
- 白井健三在国际体操联合会的相关介绍
- 白井健三的X（前Twitter）
- 白井/金(跳馬:尤尔琴科伸展3次并扭转) （页面存档备份，存于）
- 白井(高台:向后伸展筋斗4转) （页面存档备份，存于）
- 德里格斯(跳马技巧) （页面存档备份，存于）